# Schwaan
Schwaan est une ville du Mecklembourg-Poméranie-Occidentale située dans l'arrondissement de Rostock.

## Géographie
Schwaan est située au bord de la rivière Warnow, entre les villes de Rostock et Güstrow.

## Histoire
Schwaan fut mentionnée pour la première fois dans un document officiel en 1276.

## Personnalités liées à la ville
- Franz Bunke (1857-1939), peintre né à Schwaan.
- Erich Carl Walter (1903-1990), entomologiste né à Schwaan.
- Monika Krause-Fuchs (1941-2019), sociologue née à Schwaan.